# ENDZ (groupe)
ENDZ est un groupe de rock alternatif et originaire de Bruxelles.

## Biographie
ENDZ est un trio belge shoegaze indépendant composé de Loïc Bodson (Flexa Lyndo), Fabrice Detry (Fabiola, Austin Lace, Hallo Kosmo, The Tellers), et Kevin P. (He Died While Hunting),,.
Après avoir été très actifs dans leurs groupes respectifs, les trois membres de ENDZ reviennent à leurs premiers amours pour sortir leur premier album Shake en 2017, accompagné d'un clip.
En 2020, le groupe revient avec un deuxième opus intitulé Harmed et enregistré au Breakglass Studio à Montréal , et sorti chez le label liégeois Luik Music, et Finalistes. 

## Discographie
- 2017 : Shake (album)
- 2020 : Harmed (album)